# Podusznik chropowaty
Podusznik chropowaty (Camarops polysperma (Mont.) J.H. Mill.) – gatunek grzybów z klasy Sordariomycetes.

## Systematyka
Pozycja w klasyfikacji według Index Fungorum
Camarops, Boliniaceae, Boliniales, Sordariomycetidae, Sordariomycetes, Pezizomycotina, Ascomycota, Fungi.
Po raz pierwszy opisał go w roku 1842 Jean Pierre François Camille Montagne nadając mu nazwę Hypoxylon polyspermum. Obecną, uznaną przez Index Fungorum nazwę nadał mu w 1885 r. Julian Howell Miller.
Synonimy:
- Biscogniauxia polysperma (Mont.) Lar.N. Vassiljeva 1988
- Hypoxylon polyspermum Mont. 1842
- Numulariola polysperma (Mont.) P.M.D. Martin 1969[3].

Polską nazwę zarekomendowała Komisja ds. Polskiego Nazewnictwa Grzybów Polskiego Towarzystwa Mykologicznego w 2025 r.

## Morfologia
Owocnik
Tworzy podkładki z perytecjami pod korą martwych drzew liściastych. Podczas dojrzewania przebijają się one przez korę. Perytecja o rurkowatej strukturze na przekroju poprzecznym (u innych gatunków tego rodzaju są butelkowate), ułożonymi tylko w jednym rzędzie. Otwory perytecjów wystają ponad powierzchnię podkładek. Owocnik osiąga zwykle szerokość 1,8–20 cm i grubość 4–15 mm, w zarysie ma podłużny kształt przypominający nieregularną poduszkę. Powierzchnia sucha do śluzowatej (zawsze śluzowata przy wilgotnej pogodzie), cz gęsto ułożonymi drobnymi otworkami, które są ujściami perytecjów. Miąższ dość twardy, ale bardziej miękki od drewna. Brak zapachu. Powierzchnia ciemnoszara do prawie czarnej, na krawędziach ciemnobrązowa. Rdzawobrązowe odcienie są czasami widoczne na innych częściach podkładki.
Cechy mikroskopowe
Worki z aparatem apikalnym nieamyloidalne, o wielkości ok. 25–40 × 3,5–4,5 μm (mierzona tylko część zajęta przez zarodniki). Zarodniki dość małe, eliptyczne, gładkie, szare, zwykle z dwoma dużymi kroplami tłuszczu (gutulami). Rozmiar (4,5–)4,7-5,8 × 1,9–2,7 μm, Q = 1,8–2,8. Gutule o wielkości 0,8–1,7 μm.
Gatunki podobne
Pokrewny gatunek Camarops tubulina rośnie głównie na drzewach iglastych, a ujścia perytecjów nie wystają ponad powierzchnię podkładek.

## Występowanie i siedlisko
Występuje na wszystkich kontynentach poza Antarktydą, a także na niektórych wyspach. W Polsce podano kilka jego stanowisk. Występował w nich na leżącym na ziemi drewnie olszy szarej i jesionu wyniosłego. Nadrzewny grzyb saprotroficzny rozkładający drewno. Najczęściej występuje na olszach (zwykle na stojących pniach), ale można go spotkać również na bukach, rzadziej na grabach czy jesionach.